# Indool-3-boterzuur
Indool-3-boterzuur (IBA) is een in planten natuurlijk voorkomend plantenhormoon en een verbinding uit de groep van auxines. Het is een wit tot lichtgeel poeder met de chemische formule C12H13NO2. Indool-3-boterzuur werd uit mais en wilgen geïsoleerd.

## Biosynthese
IBA is als synthetisch auxine al langere tijd bekend, in 1999 in mais aangetroffen. In mais is de precursor van indool-3-boterzuur indool-3-azijnzuur (IAA). Microsomale membranen van mais zijn in staat om indool-3-azijnzuur om te zetten in indool-3-boterzuur door ATP en acetyl-CoA te gebruiken als cofactoren.

## Synthese
Het kan synthetisch bereid worden door verhitting van indool en gamma-butyrolacton met natriumhydroxide, gevolgd door neutralisatie van het tussenproduct.

## Mechanisme
Hoewel de precieze werking en manier hoe IBA werkt nog grotendeels ontdekt moeten worden, zijn er genetische aanwijzingen dat IBA omgezet wordt in IAA op soortgelijke wijze als de β-oxidatie van vetten verloopt. De omzetting van IBA in IAA suggereert dan dat IBA voor de plant de functie van IAA-depot heeft. Andere aanwijzingen suggereren echter weer dat IBA niet omgezet wordt in IAA, maar dat het als een zelfstandig auxine werkzaam is.

## Toepassing
Indool-3-boterzuur wordt gebruikt voor het bewortelen van stekken en als groeiregulator. Het is sinds de jaren 1960 in de Verenigde Staten toegelaten.
Vanaf 1 juni 2011 is door de Europese Commissie indool-3-boterzuur toegelaten als groeiregulator bij sierplanten.
Plantenbeschermingsmiddelen met indool-3-boterzuur zijn in Oostenrijk toegelaten.